# Parque nacional de Tlemcen
El parque nacional de Tlemcen (en árabe:الحديقة الوطنية تلمسان) está ubicado en la provincia de Tlemcen, en Argelia.
El nombre de Tlemcen se deriva de una ciudad cerca de este parque. El parque incluye los bosques de Ifri, Zariffet y Fezza Ain, las cascadas y acantilados de El Awrit, y muchos sitios arqueológicos como las ruinas de Mansoura, la antigua ciudad sobre cuyas ruinas se construyó Tlemcen, y la Mezquita de Sidi Boumediene, el santo patrón de Tlemcen.